# Noguera de Tor
|  | Hi ha dos rius amb aquest mateix nom, per al riu de la Vall Ferrera vegeu Noguera de Tor (Vall Ferrera) |

La Noguera de Tor és un riu d'alta muntanya, afluent de la Noguera Ribagorçana per l'esquerra.
Durant el seu recorregut creua actualment només els termes de la Vall de Boí i del Pont de Suert, però abans de les agrupacions municipals actuals travessava els termes de Barruera, Durro i Llesp.

## De l'Estany de Cavallers a Caldes de Boí
Neix a la capçalera de la Vall de Boí (Alta Ribagorça); es considera que el seu punt d'arrencada és, després de les obres hidràuliques de la capçalera de la vall, l'Estany de Cavallers. En aquell lloc ha recollit ja els cursos de tot de barrancs pirinencs: el barranc de Comalestorres, el de Malavesina, el de les Llastres, el riuet d'Estany Negre, el barranc de Comalespada i el de Punta Alta, entre d'altres, esmentats en el sentit de les agulles del rellotge a partir de la presa del pantà.
Un cop ja format, i passat el Planell de Remordí, als peus de la presa, va rebent afluències tant de la dreta com de l'esquerra: barranc de Comalesbienes (esquerra), de Comaloforno i de Remenegueres (dreta), després del qual troba la Font del Ferro i el lloc de Toirigo, on hi ha el Cehtre d'interpretació ambiental del Parc.
Després, rep el barranc de Comaltes per l'esquerra i la Canal de Santa Maria per la dreta, i arriba a Caldes de Boí, on hi ha la Font dels Capellans. Passat el santuari i balneari, rep per l'esquerra la Canal Carnissera i per la dreta el barranc de la Sallent, on hi ha el salt de la Sallent, un dels centres d'atracció paisatgística de la zona.

## De Caldes de Boí a Cardet
Més al sud-oest, havent deixat enrere les instal·lacions d'envasatge d'aigua, rep per la dreta el barranc de la Muntanyeta i la Canal de Pedrabona, i arriba a la Farga, lloc on hi ha la Central hidroelèctrica de Caldes de Boí, on arriba per l'esquerra el riu de Sant Nicolau. Poc després, per l'esquerra arriba el barranc de Pedregana, a més de trobar la Font del Ferro. Continua rebent cursos d'agua de muntanya: per l'esquerra, la Canal de les Pegueres; per la dreta, el barranc dels Hortos; per l'esquerra, el barranc de Ribera Morta; per la dreta, el de Planamolín; per l'esquerra el de Gaspar, i, finalment, arriba sota el poble d'Erill la Vall, que s'alça aturonat a la riba dreta del riu, i el de Boí, enlairat a la vora esquerra.
En aquell lloc rep per l'esquerra el barranc dels Arenys i el riu de Sant Martí, que ha recollit el barranc de les Colomines, a banda i banda de Boí, i per la dreta el barranc de Basco, que duu les aigües del barranc de Ribampiedro. Passats els dos pobles, arriba a l'eixamplament de la vall que marquen el Plano d'Erill i el Plano de Boí (a banda i banda del riu), on hi ha la Font del Plano, i rep per la dreta diverses canals que davallen de les Tarteres d'Erill, com la Canal del Pas del Mig i la Canal Fonda, a més del barranc de Picolano.
Just en aquell lloc s'inicia el Plano de Barruera, on hi ha el poble de Barruera, que exerceix de cap del municipi. Hi arriba per la dreta el riuet de Barruera, i per l'esquerra el riuet de Durro. En aquest tram el riu, que fins ara havia seguit generalment la direcció sud-oest, emprèn un bon tros una direcció més decantada a ponent. Ja cap al final d'aquest pla, rep per l'esquerra el barranc del Serrat dels Collassos, i arriba al cap de poc al lloc on la vall es torna a estrènyer, on hi ha el pantà o embassada de Cardet, sota el poble de Cardet, enlairat a la dreta del riu. Passat el poble rep per la dreta el barranc de les Roies de Cardet.

## De Cardet a la Noguera Ribagorçana
Just passada la Central hidroelèctrica de Cardet, als peus de la presa, encara hi aflueix per la dreta el barranc de Solanello, i, passat l'antic hostal de les Cabanasses, també per la dreta, el barranc de l'Empriu. És un tram de la vall força estret, en el qual encara rep per la dreta el barranc de Comabona i per l'esquerra, el de la Solaneta. De seguida troba la Borda del Mestre, i al cap de poc el barranc de Saraís, per l'esquerra, i les cases Arnalló i Capdevila, després la del Batlle, que pertanyen al poble de Saraís. En tot aquest tram actualment tot ell pertanyent al terme municipal de la Vall de Boí, el riu feia de divisòria entre els antics municipis de Barruera (ponent) i Durro (llevant).
El poble de Cóll queda enlairat a la dreta del riu, davant de Saraís. Just deixat enrere Cóll, aflueix per la dreta el barranc del Fenero, i per l'esquerra el de Maiedo, i el riu passa a ser, un breu tram, termenal entre la Vall de Boí (dreta del riu) i el Pont de Suert, a l'antic terme de Llesp (esquerra). Després de rebre per l'esquerra el barranc d'Iran i per la dreta el de Comaviselles, entra ja del tot en terme de Llesp, actualment del Pont de Suert.
Aflueix per la dreta el barranc de Portiers, i tot seguit s'alça aturonat a la riba dreta del riu el poble de Llesp i, als seus peus a ran de riu, la Central de Llesp. El barranc de Serreres hi arriba per la dreta, i al cap de poc es troba el barranc de Riu, afluent per l'esquerra, i la cua del pantà de Llesp. Una mica al sud de la presa del pantà, arriba per l'esquerra el barranc de Cantilans, i el riu emprèn una ziga-zaga abans d'entrar en el pla on es troba Castilló de Tor. Just en entrar-hi, rep per l'esquerra el barranc dels Hortells, i passa per sota del poble de Castilló de Tor, que dona nom al riu, que queda encastellat a ponent del riu.
La Noguera de Tor emprèn ja el darrer tram del seu recorregut, ja que entra en la plana definida per la Noguera Ribagorçana. Té temps encara de rebre per l'esquerra el barranc del Tossal Roi, i, passant pel sud-est del Pla del Jaumot, s'aboca en la Noguera Ribagorçana en el terme municipal del Pont de Suert, antic municipi de Llesp, entre el Prat de París i el Prat de Carrera.

## Embassaments
- Pantà de Cavallers
- Embassada de Cardet
- Pantà de Llesp

## Nuclis
- Caldes de Boí
- Erill la Vall
- Boí
- Barruera
- Cardet
- Saraís
- Cóll
- Llesp
- Castilló de Tor

## Afluents
- Riu de Sant Nicolau[2]
  - Barranc d'Aigüissi[3]
- Barranc de Boixedo[4]
- Riu de Sant Martí o riu de Boí.[5]
- Barranquet de Remordí

### Estanys
- Estany de Cavallers[6]
- Estany de Llebreta
- Estany Llong
- Estany de Monges[7]
- Estany Roi[8]
- Estanys del Vedo[9]